# Parques naturais regionais da França

Parques naturais regionais franceses (em verde), parques nacionais (em vermelho) e parques naturais marinhos (em azul).

Um parque natural regional ou parque regional natural(em francês:  parc naturel régional ou PNR) é um estabelecimento público na França entre as autoridades locais e o Governo nacional francês que abrange uma área rural inabitada e de beleza excepcional para proteger a paisagem e o patrimônio, bem como estabelecer um desenvolvimento econômico sustentável na área.
Um PNR estabelece metas e diretrizes para a gestão da habitação humana, o desenvolvimento econômico sustentável e a proteção do ambiente natural com base na paisagem e no patrimônio únicos de cada parque. Os parques também promovem programas de pesquisa ecológica e educação pública em ciências naturais.
Em 2019, havia 53 PNRs. Eles representam 15% de todo o território francês, com mais de 7.000.000 de hectares. Os parques abrangem mais de 4.200 comunidades com mais de três milhões de habitantes. O sistema PNR foi criado por um decreto de 1º de março de 1967. O território coberto por cada PNR é decidido pelo primeiro-ministro francês e é reexaminado a cada 12 anos.

## Parques naturais regionais
No total, foram criados 49 PNRs, dos quais um perdeu posteriormente seu status e um foi renomeado. Todos estão relacionados a seguir em ordem de criação.
- Parc naturel régional Scarpe-Escaut (13 de setembro de 1968) website
- Parc naturel régional d'Armorique (30 de setembro de 1969) website
- Parc naturel régional de Camargue (25 de setembro de 1970) website
- Parc naturel régional de Brière (16 de outubro de 1970) website
- Parc naturel régional de la Forêt d'Orient (16 de outubro de 1970) website
- Parc naturel régional des Landes de Gascogne (16 de outubro de 1970) website
- Parc naturel régional du Morvan (16 de outubro de 1970) website
- Parc naturel régional du Vercors (16 de outubro de 1970) website
- Parc naturel régional de Corse (12 de maio de 1972) site naturel-corse.com
- Parc naturel régional du Haut-Languedoc (22 de outubro de 1973) website
- Parc naturel régional de Brotonne (17 de maio de 1974, agora conhecido como PNR Boucles de la Seine Normande)

- Parc naturel régional de Lorraine (17 de maio de 1974) website
- Parc naturel régional du Pilat (17 de maio de 1974) website
- Parc naturel régional Normandie-Maine (23 de outubro de 1975) website
- Parc naturel régional des Vosges du Nord (14 de fevereiro de 1976) website
- Parc naturel régional de la Martinique (10 de setembro de 1976) website
- Parc naturel régional de la Montagne de Reims (28 de setembro de 1976) website
- Parc naturel régional du Luberon (31 de janeiro de 1977) website
- Parc naturel régional du Queyras (31 de janeiro de 1977) website
- Parc naturel régional des volcans d'Auvergne (25 de outubro de 1977) website
- Parc naturel régional du Marais poitevin (criado em 1979, perdeu seu status em 1997)
- Parc naturel régional de la haute vallée de Chevreuse (11 de dezembro de 1985) website
- Parc naturel régional Livradois-Forez (4 de fevereiro de 1986) website
- Parc naturel régional des Caps et Marais d'Opale (12 de fevereiro de 1986) website
- Parc naturel régional du Haut-Jura (21 de abril de 1986) website
- Parc naturel régional des Ballons des Vosges (5 de junho de 1989) website
- Parc naturel régional de la Brenne (22 de dezembro de 1989) website
- Parc naturel régional des Marais du Cotentin et du Bessin (14 de maio de 1991) website
- Parc Naturel Régional de la Chartreuse (6 de maio de 1995) website
- Parc naturel régional des Grands Causses (6 de maio de 1995)
- Parc naturel régional du Vexin français (9 de maio de 1995) website
- Parc naturel régional du Massif des Bauges (7 de dezembro de 1995) website

- Parc naturel régional Loire-Anjou-Touraine (30 de maio de 1996) website
- Parc naturel régional du Verdon (3 de março de 1997) website
- Parc naturel régional du Perche (16 de janeiro de 1998) website
- Parc naturel régional de l'Avesnois (13 de março de 1998) website
- Parc naturel régional Périgord Limousin (16 de março de 1998)
- Parc naturel régional du Gâtinais Français (4 de maio de 1999)
- Parc naturel régional des Causses du Quercy (1 de outubro de 1999)
- Parc naturel régional de Guyane (26 de março de 2001)
- Parc naturel régional des Boucles de la Seine normande (4 de abril de 2001) website
- Parc naturel régional des Monts d'Ardèche (9 de abril de 2001) website
- Parc naturel régional de la Narbonnaise en Méditerranée (18 de dezembro de 2003) website
- Parc naturel régional Oise-Pays de France (15 de janeiro de 2004)
- Parc naturel régional des Pyrénées catalanes (5 de março de 2004)
- Parc naturel régional de Millevaches en Limousin (18 de maio de 2004)
- Parc naturel régional des Alpilles (30 de janeiro de 2007)
- Parc naturel régional des Pyrénées ariégeoises (30 de maio de 2009) website
- Parc naturel régional des Ardennes (23 de dezembro de 2011)
- Parc naturel régional des Préalpes d'Azur (30 de março de 2012)
- Parc naturel régional du Marais poitevin (20 de maio de 2014)
- Parc naturel régional du Golfe du Morbihan (2 de outubro de 2014)
- Parc naturel régional des Baronnies provençales (26 de janeiro de 2015)
- Parc naturel régional du Doubs Horloger (4 de setembro de 2021)